# Alexander Nerat

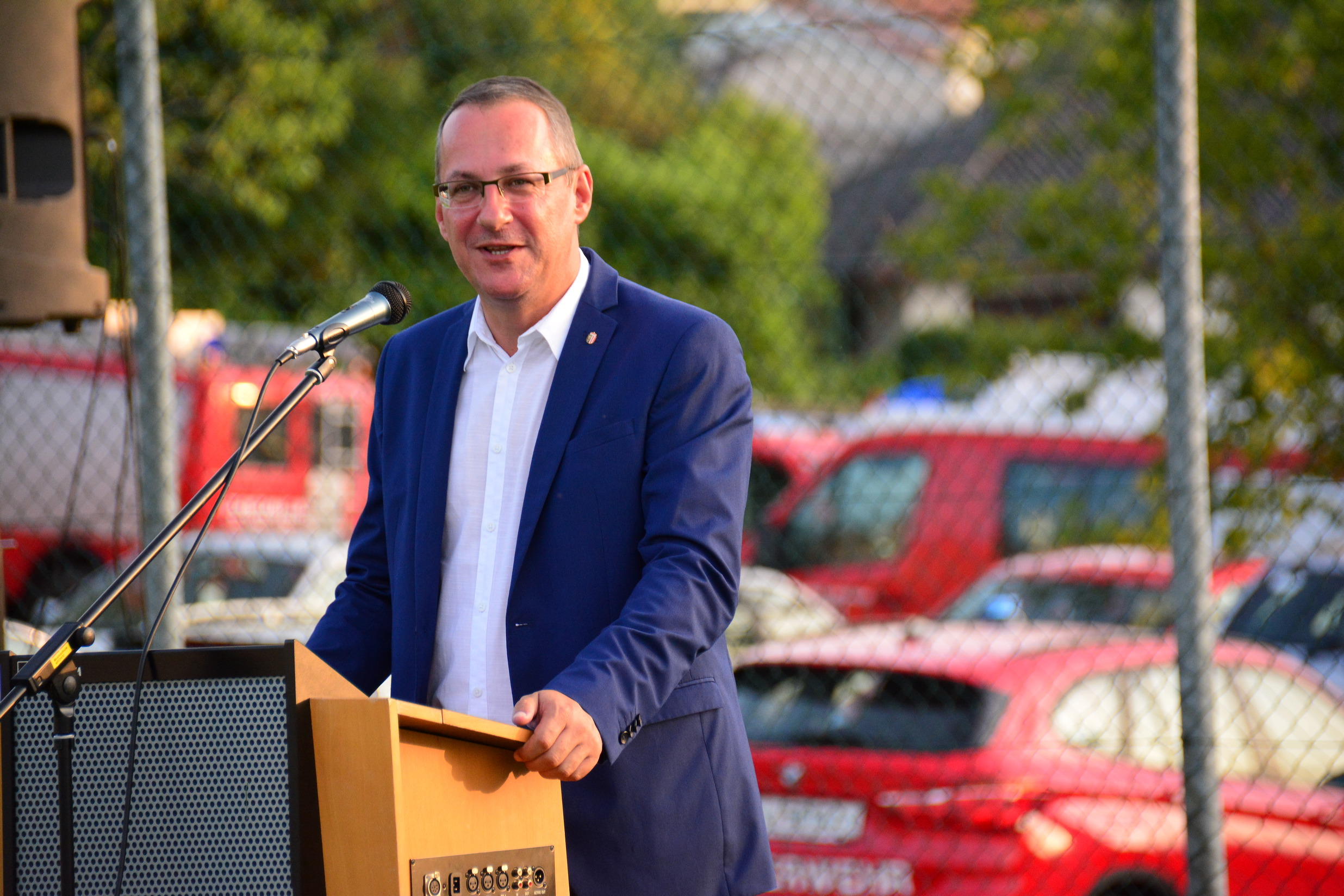
Alexander Nerat (2017)

Alexander Nerat (* 27. Jänner 1973 in Steyr) ist ein österreichischer Politiker (FPÖ). Er war von 2009 bis 2021 Abgeordneter zum Oberösterreichischen Landtag.

## Ausbildung und Beruf
Nerat absolvierte die Volks- sowie die Hauptschule und besuchte im Anschluss zwei Jahre eine HTL für Bautechnik. Nerat wechselte danach in die Berufsschule, die er drei Jahre besuchte, wobei er zwischen 1989 und 1992 eine Lehre als Elektromechaniker für Schwachstrom absolvierte. Nach dem Wehrdienst in der Kaserne Steyr war er bis 1996 als Zeitarbeiter für die Firma ACO Personalmanagement in Linz tätig. Danach arbeitete Nerat zwischen 1996 und 1999 als selbstständiger Dienstleister und EDV-Händler. Zwischen 1999 und 2001 war er Filialleiter von SVS Computer Enns und danach von 2001 bis 2002 Filialleiter von Datech Computer Mauthausen. Zwischen 2003 und 2007 als Außendienstmitarbeiter der Vienna Insurance Group Linz angestellt, ist Nerat seit 2007 Selbstständiger Versicherungsmakler und war zudem von 2008 bis 2009 Mitarbeiter der Firma C+C Pfeiffer in Traun.

## Politik
Nerat ist seit 1997 Gemeinderat und seit 2009 auch Mitglied des Gemeindevorstandes in der Marktgemeinde Mauthausen. 2007 wurde er Obmann der FPÖ des Bezirkes Perg und mehrfach in dieser Funktion bestätigt. Seit dem 23. Oktober 2009 vertrat er die FPÖ im oberösterreichischen Landtag und war dort in mehreren Ausschüssen tätig. Er war Bereichssprecher für Sicherheit, Tourismus sowie Zivil- und Katastrophenschutz, und ab 2015 Vorsitzender des Sicherheitsausschusses. Von 1. Dezember 2009 bis Oktober 2015 gehörte er dem Landes-Tourismusrat an und im September 2011 wurde er zum Vizepräsidenten des oberösterreichischen Zivilschutzverbandes gewählt. Weiters fungierte er ab 2015 als Aufsichtsrat der OÖ Seilbahnholding.
Am 23. Oktober 2021 schied Nerat aus dem OÖ Landtag aus.

## Privates
Nerat lebt in Mauthausen und ist in zweiter Ehe verheiratet. Er hat eine Tochter aus erster Ehe und einen Sohn.

## Auszeichnungen
- 2022: Goldenes Ehrenzeichen des Landes Oberösterreich[1]